# تايرون ييتس
تايرون ييتس (بالإنجليزية: Tyrone Yates)‏ هو سياسي أمريكي، ولد في 22 يناير 1954 في سينسيناتي في الولايات المتحدة. حزبياً، نشط في الحزب الديمقراطي. وقد انتخب عضو مجلس نواب أوهايو.